# Chavot-Courcourt
Chavot-Courcourt è un comune francese di 394 abitanti situato nel dipartimento della Marna, nella regione del Grand Est.

## Società

### Evoluzione demografica
Abitanti censiti